# Сарское городище

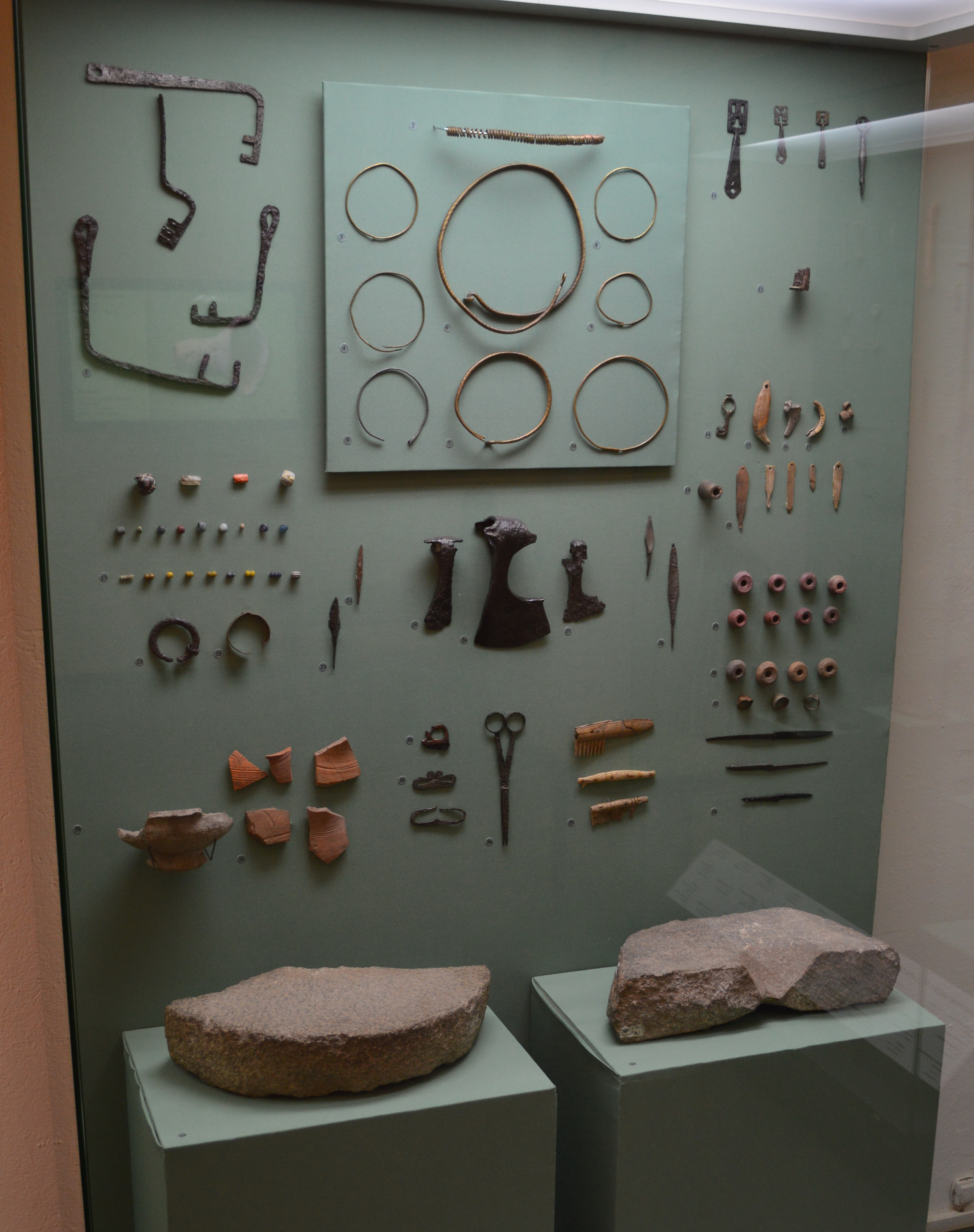
Сарское городище. Археологические находки

Са́рское городи́ще — остатки укреплённого поселения, существовавшего в VII — начале XI веков на территории современного Ростовского района Ярославской области. Обычно рассматривается как первоначальное местонахождение летописного Ростова — племенной центр мери, который выполнял также торговые и военные функции.
Холм десяти метров в высоту с валами находился южнее озера Неро, в излучине реки Сара, к югу от станции Деболовская. Имел сложную, дважды обновлявшуюся систему укреплений, на его территории обнаружено большое количество предметов вооружения. Археологический памятник был полностью уничтожен в 1929—1930 годах. в ходе разработок карьера гравия.

## Археологические материалы
Исследовалось П. С. Савельевым в 1854 году, Н. К. Рерихом в 1903 году, Д. Н. Эдингом в 1924—1925 и 1929—1930 годах, А. Е. Леонтьевым в 1972—1973 и 1980 годах. Городище состояло из трёх площадок, каждая из которых была защищена отдельным валом. В X веке площадь городища достигала 3 га. Среди находок — два клада дирхемов начала IX века, финские и скандинавские украшения IX—XI веках, предметы вооружения, ремесленные инструменты. Городище окружено неукреплённым посадом. На селище рядом с Сарским городищем найдена доспешная пластина, относящаяся к X веку. Ещё несколько пластин от доспехов этого времени найдены на древнерусской территории только в Гнёздово.
Вблизи находился мерянский могильник. На противоположном берегу реки исследован небольшой сезонный лагерь для воинов и торговцев, проходивших здесь с торговыми караванами по Волжскому пути.

## Занятия населения
Основные занятия жителей Сарского городища:
- ремёсла: кузнечное, бронзолитейное, ювелирное, обработка кости, кожи, камня;
- разведение лошадей, крупного рогатого скота и свиней;
- земледелие;
- промыслы: охота и рыболовство.

## Торговля
Результаты раскопок свидетельствуют о важной торговой функции поселения — обнаружено большое количество иноземных серебряных монет, слитков меди и олова, а также разнообразных изделий: оружия и орудий труда, украшений и предметов из западной Европы, Прикамья, Волжской Булгарии, Киевской Руси.